# Tratado de Zamora

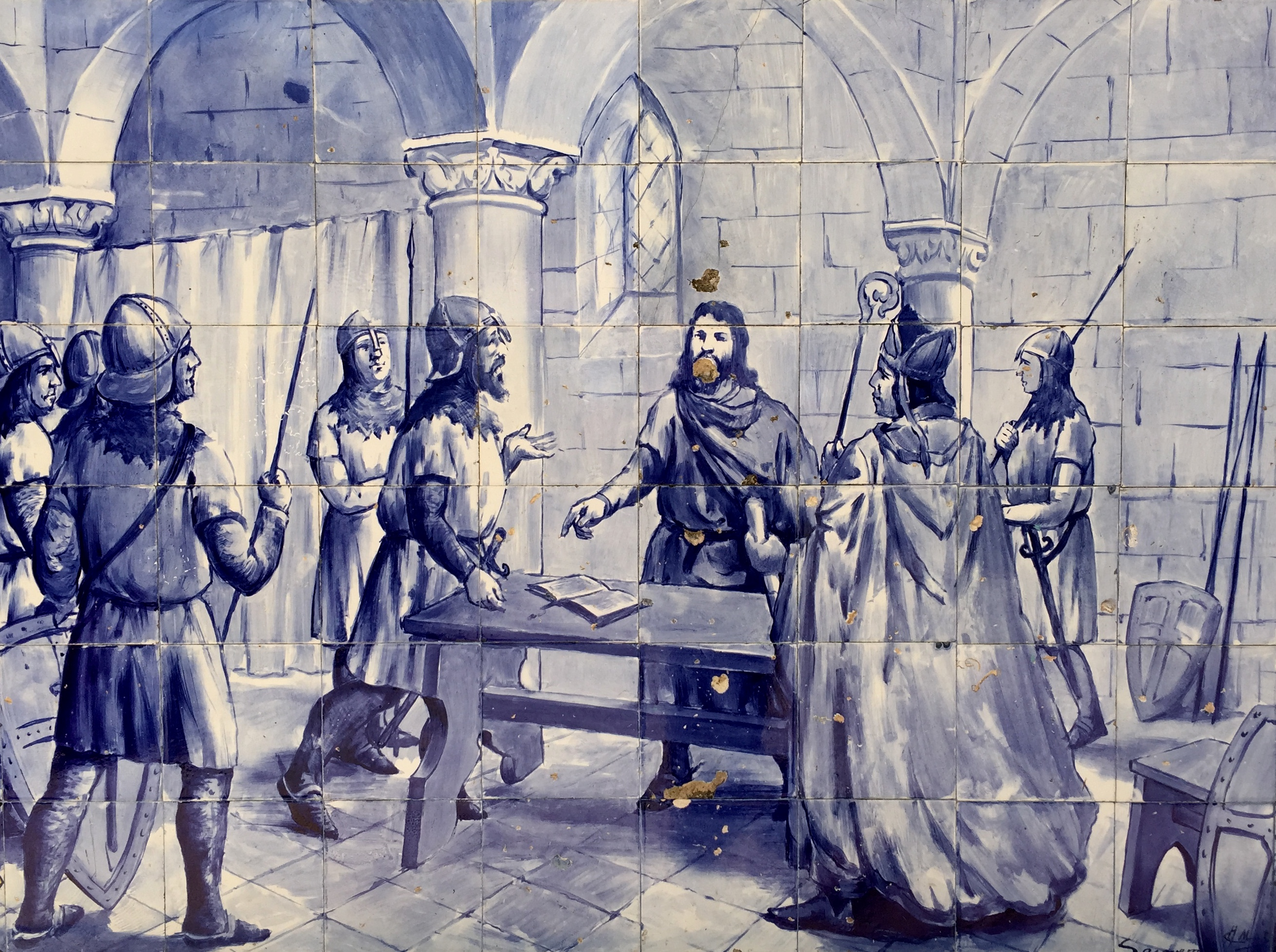
Painel de azulejos do início do século XX, em Portimão que representa o acontecimento fictício da assinatura de um tratado em Samora.

A Conferência de Samora foi uma conferência de paz entre D. Afonso Henriques, conde de Portucale e seu primo, Afonso VII de Leão, Castela e Galiza, que aconteceu entre 4 de outubro e 5 de outubro de 1143. Muitos historiadores associam erroneamente a data do último dia da conferência com a assinatura de um "tratado" de reconhecimento de independência de Portugal e o início da dinastia afonsina, apesar de os dois únicos documentos contemporâneos que existem não fazerem qualquer menção a tal facto. Nesse dia, simpatizantes da causa monárquica costumam celebrar o nascimento do Reino de Portugal, embora a razão oficial que o torna feriado nacional seja a implantação da República, em Portugal, em 1910.
Em Braga foi revogado o anterior Tratado de Tui datado de 1137.
Após a vitória na batalha de Ourique, em 1139, D. Afonso Henriques rompeu o tratado de paz com Tui e invadiu a Galiza. Em resposta, o exército de Afonso VII de Leão e Castela entraram em terras portuguesas e desceram até às montanhas do Soajo, em direcção a Arcos de Valdevez. Os dois exércitos acabaram por se encontrar, em 1141, no Vale do Rio Vez, para disputar aquele que ficou conhecido como Torneio de Arcos de Valdevez ou Recontro de Valdevez. "Esta espécie de contenda/torneio medieval evitou uma batalha quase certa que deu uma importante vantagem aos portucalenses e às ambições autonomistas do seu jovem monarca".
D. Afonso Henriques beneficiou então da acção desenvolvida, em favor da constituição do novo Reino de Portugal, pelo arcebispo de Braga, D. João Peculiar. Este procurara conciliar os dois primeiros e fez com que eles se encontrassem em Samora nos dias 4 e 5 de outubro de 1143 na presença do cardeal Guido de Vico.
| “ | Todavia, não usou, entre 1128 e 1139, o título de rei, mas de "príncipe" ou de "infante", o que significa, decerto, que não podia resolver por si próprio a questão da sua categoria política; isto é, devia admitir que ela dependesse também do assentimento de Afonso VII, que era, de facto, o herdeiro legítimo de Afonso VI. Mas também não usou nunca o título de "conde", que o colocaria numa nítida posição de dependência para com o rei de Leão. | ” |

Em 5 de outubro de 1143, D. Afonso Henriques começa a aparecer intitulado de rex (rei).
Como Afonso VII se intitulava de Imperador da Hispânia desde 1135, o facto de Afonso Henriques passar a intitular-se de rei não significava, assim, um reconhecimento por parte do anterior da soberania portuguesa. A soberania veio só a ser reconhecida pelo Papa Alexandre III só em 1179,, comprometendo-se então o monarca português, ante o cardeal, a considerar-se vassalo da Santa Sé, obrigando-se, por si e pelos seus descendentes, ao pagamento de um censo anual.
A partir de 1143 D. Afonso Henriques enviava ao Papa remissórias declarando-se seu vassalo lígio e comprometendo-se a enviar anualmente uma determinada quantia de ouro. As negociações duraram vários anos, de 1143 a 1179.
| “ | ...os usos peninsulares deviam ser bastante flexíveis quanto à designação de um membro da família real como "rei". A cúria romana, porém, tinha concepções diferentes a esse respeito. A chancelaria pontifícia atribuia uma importância cada vez maior às noções jurídicas rigorosas e precisas. Apesar de Afonso VII não ver incoveninte em chamar rei a seu primo, parecia, decerto, aos canonistas da cúria romana que não estava provada a sua verdadeira independência. | ” |

Em 1179 o Papa Alexandre III enviou a D. Afonso Henriques a "Bula Manifestis probatum", na qual o Papa aceitou que D. Afonso Henriques lhe prestasse vassalagem direta, reconheceu-se definitivamente a independência do Reino de Portugal sem vassalagem em relação a D. Afonso VII de Leão (pois nenhum vassalo podia ter dois senhores diretos) e D. Afonso Henriques como primeiro rei de Portugal, ou seja, Afonso I de Portugal.